# Вромен, Ариэль
Ариэль Вромен (род. 14 февраля 1973 г.) — израильский кинорежиссёр, сценарист, продюсер и монтажёр, известный фильмами «Ледяной» (2012) и «Преступник» (2016).

## Биография
Ариэль Вромен родился в Тель-Авиве. Когда ему было 12 лет, родители купили мальчику камеру для съёмки на плёнку 8 мм. Ариэль начал снимать любительское кино и сам занимался монтажом фильмов.
B интервью журналу Haaretz он вспоминал: «Это было моей страстью: я снял более 40 коротких фильмов о полицейских, преступниках и даже об инопланетянах, которые прибыли на землю, чтобы уничтожить человечество».
Вромен служил в ВВС Израиля в подразделении 669. После службы в армии он изучал право в Великобритании. Во время учёбы он также работал диджеем в стиле транс.
В возрасте 28 лет Вромен начал посещать школу кино в Нью-Йорке.
В 2001 году он написал сценарий и стал режиссёром короткометражного фильма «Сокровище Сахары» (Jewel of the Sahara) с Джерадом Батлером. Фильм получил признание критиков и участвовал в нескольких фестивалях. Во время съемок фильма, помощником Вромена на съемочной площадке был студент из богатой американской семьи, который по окончании съёмок вручил режиссёру чек на 900 000 долларов. На эти деньги режиссёр снял триллер «Rx».
После выхода фильма «Rx» режиссёр получил приглашение снять фильм «Даника».
В 2005 году, после просмотра документального фильма на канале HBO о серийном убийце Ричарде Куклинском, Вромен начал работать над фильмом «Ледяной». Режиссёр вместе со вторым сценаристом Морганом Лэндом изучили более 1000 страниц дела Куклинского. Фильм вышел на экраны в 2012 году, его премьера состоялась на Венецианском кинофестивале 30 августа 2012 года..
В 2016 году вышел фильм «Преступник» (2016).

## Фильмография

### Режиссёр
- Сокровище Сахары" (2001) — короткометражный
- Простая ложь (2005)
- Даника (2006)
- Ледяной (2012)
- Преступник (2016)

### Сценарист
- Сокровище Сахары" (2001) — короткометражный
- Простая ложь (2005)
- Ледяной (2012)

### Продюсер
- Сокровище Сахары (2001) — короткометражный
- Ледяной (2012)
- Рэмбо: Последняя кровь (2019) — исполнительный продюсер